# Pforzheim Hauptbahnhof
Pforzheim Hauptbahnhof is een spoorwegstation in de Duitse plaats Pforzheim.  Het station werd in 1861 geopend. 